# 2011–2012-es angol labdarúgó-bajnokság (másodosztály)
A 2011–2012-es angol labdarúgó-másodosztály, más néven Championship vagy Npower Football League Championship a bajnokság 20. szezonja a megalakulása óta. 2011. augusztus 5-én  kezdődött, és 2012 májusában ért véget a playoff mérkőzéseivel. A 2011-es bajnok a Queens Park Rangers lett.
A Reading bajnok lett és 4 év után szerepel újra az első osztályban, míg a Southampton másodikként automatikusan feljutott, ezzel harmad osztályból 2 szezon után ott van az első osztályban.
A Bristol City, a Coventry City és a Doncaster Rovers kiesett a harmadosztályba.

## Változások a előző idényhez képest

### A Championshipből...

#### ...feljutott aPremier League-be
- Queens Park Rangers
- Norwich City
- Swansea City

#### ...kiesett aLeague One-ba
- Preston North End
- Scunthorpe United
- Sheffield United

### A Championshipbe...

#### ...esett ki aPremier League-ből
- Birmingham City
- Blackpool FC
- West Ham United

#### ...jutott fel aLeague One-ból
- Brighton & Hove Albion
- Southampton
- Peterborough United

| Csapat                 | Székhely           | Stadion              | Befogadóképesség |
| ---------------------- | ------------------ | -------------------- | ---------------- |
| Barnsley               | Barnsley           | Oakwell              | 23,009           |
| Bristol City           | Bristol            | Ashton Gate          | 21,497           |
| Burnley                | Burnley            | Turf Moor            | 22,546           |
| Cardiff City           | Cardiff            | Cardiff City Stadion | 26,828           |
| Coventry City          | Coventry           | Ricoh Arena          | 32,609           |
| Crystal Palace         | London             | Selhurst Park        | 26,309           |
| Derby County           | Derby              | Pride Park Stadion   | 33,597           |
| Doncaster Rovers       | Doncaster          | Keepmoat Stadion     | 15,231           |
| Hull City              | Kingston upon Hull | KC Stadion           | 25,404           |
| Ipswich Town           | Ipswich            | Portman Road         | 30,311           |
| Leeds United           | Leeds              | Elland Road          | 39,460           |
| Leicester City         | Leicester          | Walkers Stadion      | 32,500           |
| Middlesbrough          | Middlesbrough      | Riverside Stadion    | 34,988           |
| Millwall               | London             | The New Den          | 20,146           |
| Southampton            | Southampton        |                      |                  |
| Nottingham Forest      | Nottingham         | City Ground          | 30,576           |
| Portsmouth             | Portsmouth         | Fratton Park         | 20,224           |
| Peterborough United    | Peterborough       |                      |                  |
| Brighton & Hove Albion | Brighton           |                      |                  |
| Reading                | Reading            | Madejski Stadion     | 24,224           |
| Blackpool              |                    |                      |                  |
| Birmingham City        | Birmingham         |                      |                  |
| West Ham United        | London             |                      |                  |
| Watford                | Watford            | Vicarage Road        | 23,500           |

### Klub adatok
| Csapat                 | Edző            | Elnök                | Csapatkapitány   | Mez szponzor | Főszponzor                |
| ---------------------- | --------------- | -------------------- | ---------------- | ------------ | ------------------------- |
| Barnsley               | Mark Robins     | Patrick Cyrne        | Stephen Foster   | Lotto        | Barnsley Building Society |
| Bristol City           | Steve Coppell   | Steve Lansdown       | Louis Carey      | Adidas       | DAS                       |
| Burnley                | Brian Laws      | Barry Kilby          | Graham Alexander | Puma         | Fun88                     |
| Cardiff City           | Dave Jones      | Datuk Chan Tien Ghee | Mark Hudson      | Puma         | SBOBET                    |
| Coventry City          | Aidy Boothroyd  | Ray Ranson           | Lee Carsley      | Puma         | City Link                 |
| Crystal Palace         | George Burley   | Steve Parish         | Paddy McCarthy   | Nike         | GAC Logistics             |
| Derby County           | Nigel Clough    | Andrew Appleby       | Robbie Savage    | Adidas       | buymobiles.net            |
| Doncaster Rovers       | Sean O'Driscoll | John Ryan            | Brian Stock      | Nike         | One Call Insurance        |
| Hull City              | Nigel Pearson   | Russell Bartlett     | Ian Ashbee       | Adidas       | Totesport.com             |
| Ipswich Town           | Roy Keane       | Marcus Evans         | Jon Walters      | Mitre        | Marcus Evans              |
| Leeds United           | Simon Grayson   | Ken Bates            | Richard Naylor   | Macron       | NetFlights.com            |
| Leicester City         | Paulo Sousa     | Milan Mandarić       | Matt Oakley      | BURRDA       | King Power                |
| Middlesbrough          | Gordon Strachan | Steve Gibson         | Gary O'Neil      | Adidas       | Havi főszponzorok vannak  |
| Millwall               | Kenny Jackett   | John Berylson        | Paul Robinson    | Macron       | CYC                       |
| Blackpool              | Paul Lambert    | Alan Bowkett         | Grant Holt       | Xara         | Aviva                     |
| Nottingham Forest      | Billy Davies    | Nigel Doughty        | Paul McKenna     | Umbro        | Victor Chandler           |
| Portsmouth             | Steve Cotterill | David Lampitt        |                  | Kappa        | Jobsite                   |
| Southampton            | Darren Ferguson | Maurice Lindsay      | Callum Davidson  | Puma         | Tennent's Lager           |
| Birmingham City        | Neil Warnock    | Ishan Saksena        | Martin Rowlands  | Lotto        | Gulf Air                  |
| Reading                | Brian McDermott | John Madejski        | Ívar Ingimarsson | Puma         | Waitrose                  |
| Peterborough United    | Nigel Adkins    | J. Steven Wharton    | Cliff Byrne      | Nike         | Rainham Steel             |
| West Ham               | Kevin Blackwell | Kevin McCabe         | Chris Morgan     | Macron       | VisitMalta.com            |
| Brighton & Hove Albion | Brendan Rodgers | Huw Jenkins          | Garry Monk       | Umbro        | 32Red                     |
| Watford                | Malky Mackay    | Graham Taylor        | John Eustace     | BURRDA       | BURRDA                    |